# Arthaz-Pont-Notre-Dame

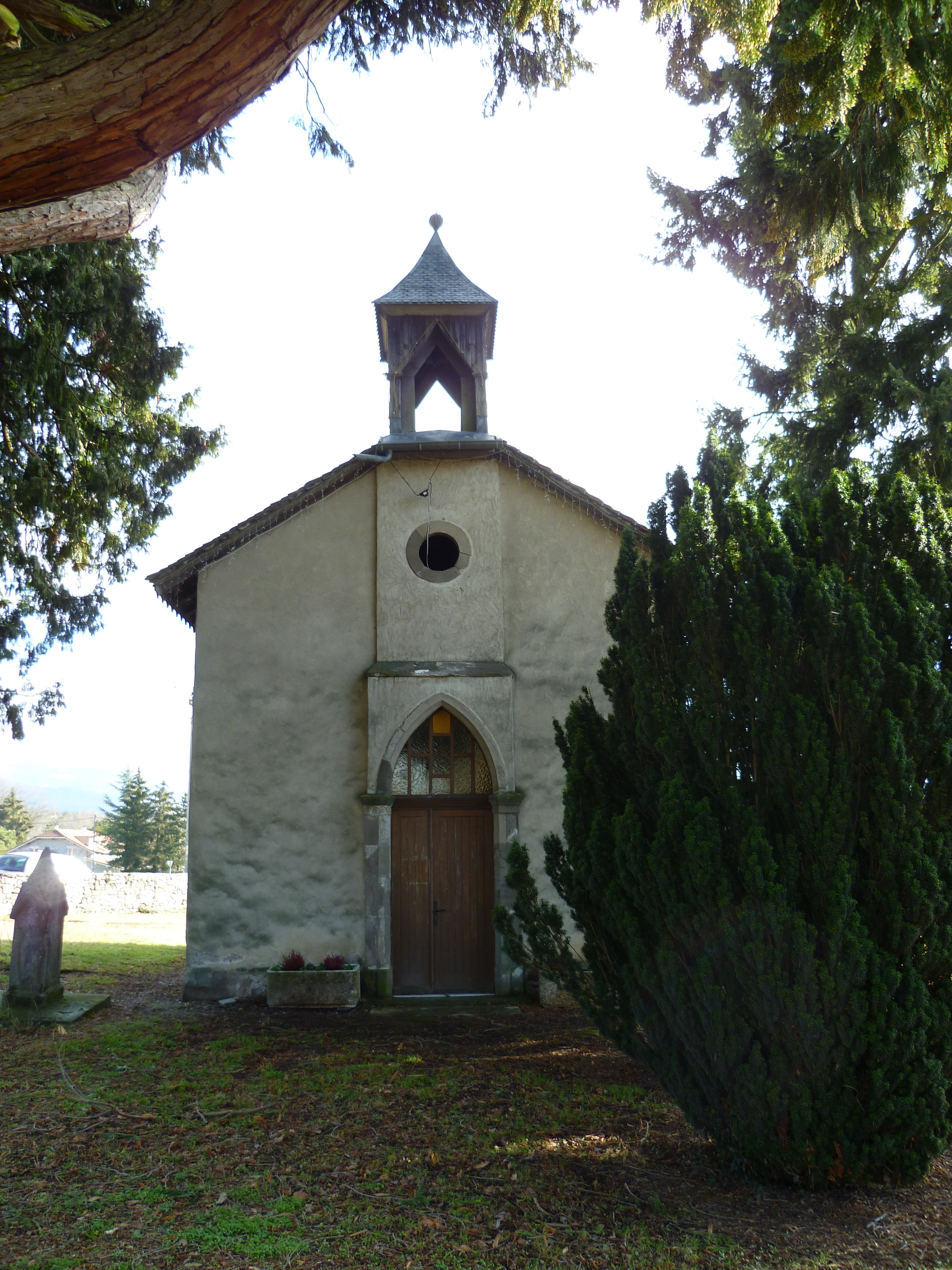
Kaplica Matki Bożej, 2011

Arthaz-Pont-Notre-Dame – miejscowość i gmina we Francji, w regionie Owernia-Rodan-Alpy, w departamencie Górna Sabaudia.
Według danych na rok 1990 gminę zamieszkiwało 1139 osób, a gęstość zaludnienia wynosiła 191 osób/km² (wśród 2880 gmin regionu Rodan-Alpy Arthaz-Pont-Notre-Dame plasuje się na 712. miejscu pod względem liczby ludności, natomiast pod względem powierzchni na miejscu 1440.).